# I. Lajos savoyai herceg
Savoyai Lajos, franciául: Louis Ier de Savoie, olaszul: Ludovico (Lodovico) di Savoia, melléknevén Bőkezű Lajos, olaszul: il Generoso, (Genf, 1413. február 21. – Lyon, 1465. január 29.), a Savoyai-házból származó herceg, VIII. Amadé herceg fia, 1440–1465 között Savoya második uralkodó hercege, Piemont hercege, Aosta és Maurienne grófja.
Idősebb Lajosnak is nevezik, megkülönböztetésül második fiától, Ifjabb Lajostól, Ciprus királyától.

## Élete

### Származása
Édesapja VIII. (Békés) Amadé (1383–1451) volt, Piemont hercege, Aosta, Nizza és Maurienne grófja, 1418-ig Savoya grófja, 1418-tól Savoya első uralkodó hercege, VII. (Vörös) Amadé savoyai grófnak (1360–1391) és Bonne de Berry-nek (1362–1435), Carlat algrófnőjének (vicomtesse de Carlat)  fia, 1439–1449 között V. Félix néven az utolsó (hivatalosan megválasztott) ellenpápa.
Édesanyja Burgundi Mária hercegnő (1386–1422) volt,  II. (Merész) Fülöp burgundi herceg (1342–1404) és III. Margit flamand grófnő (1350–1405) leánya.
Szülei házasságából 10 testvér született, de csak négyen érték meg felnőttkort:
- Margit (Margherita, 1405–1418), fiatalon meghalt,
- Antal (Antonio, */† 1407), csecsemőként meghalt,
- Antal (Antonio, */† 1408), csecsemőként meghalt,
- Mária (Maria, 1411–1469), aki 1427-ben Filippo Maria Viscontihoz (1392–1447), Milánó hercegéhez ment feleségül,
- Amadé (Amadeo, 1412–1431), Piemont hercege, fiatalon meghalt,
- Lajos (1413–1465), apjának társuralkodója, majd utódja, Savoya uralkodó hercege, Piemont hercege, Aosta és Maurienne grófja
- Bona (1415–1430), fiatalon meghalt,
- Hugó (Hugo, 1415–1439), fiatalon meghalt,
- Fülöp (Filippo, 1417–1444, Genf grófja,
- Margit (Margherita, 1420–1479), aki háromszor ment férjhez: 1432-ben III. Anjou Lajoshoz (1403–1434), Provence és Forcalquier grófjához, Nápoly címzetes királyához, 1444-ben IV. Lajos pfalzi választófejedelemhez (1424–1449), végül 1453-ban V. Ulrich württembergi grófhoz (1413–1480).

### Útja a hercegi trónig
Lajos herceget, a másodszülött fiút apja 1427-ben Bagé grófjává, majd 1428-ban Genf grófjává nevezte ki.
Apja, VIII. Amadé herceg 1422-ben megözvegyült. A következő években fokozatosan kivonult az államvezetésből, figyelme a vallás és az egyház ügyei felé fordult. 1431-ben az elsőszülött fiú, Amadé herceg 19 évesen elhunyt, Lajos trónörökössé lépett elő. Piemont hercegévé (Prince de Piémont / Principe di Piemonte) nevezték ki.
1434 után apja kinevezte a hercegség régensévé és maga mellé vette társuralkodónak. 1439 októberében VIII. Amadé herceg, politikai támogatónak hathatós segítségével V. Félix néven ellenpápává választatta magát. 1440. július 23-án a lausanne-i székesegyházban beiktatták a pápai méltóságba, ekkor Amadé herceg lemondott Savoya uralkodói hercegi (duc de Savoie / duca di Savoia) tisztségéről. Utódja Lajos herceg lett.

### Házassága
Lajos herceg 1433. november 1-jén Chambéryben feleségül vette Lusignan Annát (1418–1462), aki a Ramnulfidáknak is nevezett Poitiers-Aquitániai-ház azon ágából származott, amely a Ciprusi Királyságban uralkodott, és ott a Lusignan-ház nevet használta. Anna hercegnő apja I. Janus (1374/75 – 1432) volt, Ciprus és Jeruzsálem királya. Anyja Janus király második felesége, Bourbon Sarolta (1388–1422) volt.
A fényes és költséges hercegi esküvő és lakodalom leírása fennmaradt a Savoyai-ház évkönyveiben. A jegyespárt Tarentaise érseke adta össze. Ezt követően teljes hat napon át folytak a lakomák és ünnepségek a chambéry-i hercegi kastélyban. Megjelent a vőlegény apja, VIII. Amadé és húga, Margit címzetes nápolyi királyné is. Jelen volt Ciprus érseke, a menyasszony nagybátyja. (A menyasszony apja, Lusignan Janus ciprusi király fél évvel az esküvő előtt elhunyt). Az illusztris vendégek között volt még III. Fülöp burgundi herceg, Anjou René, Bar hercege, Nápoly jövendő királya, továbbá Nevers és Kleve grófjai, Oránia hercege, valamint Christophe d'Harcourt kamarás, d’Havré ura, VII. Károly francia király nagykövete. Savoya tartományaiból és a Ciprusi Királyságból tisztelgő delegációk érkeztek. Hivatalos küldöttségek képviselték az Aranygyapjas rend Savoyai, burgundiai és ausztriai tartományait is. A bálok és ünnepségek a hetedik nap hajnalán értek véget.

### Gyermekei
Lajos herceg és Lusignan Anna házasságát gazdag gyermekáldás kísérte, 18 gyermekük született, (számukat különféle források 17 és 19 között adják meg), de közülük sokan meghaltak gyermek- és fiatalkorukban:
1. Amadé (Amédée/Amadeo, 1435–1472), trónörökös, apjának utódaként 1465–től haláláig IX. (Boldog) Amadé néven Savoya uralkodó hercege,
2. Mária (*/† 1436), csecsemőkorban meghalt,
3. Lajos (Louis, 1436/37–1482), melléknevén az ifjabb, Genf grófja. 1459-ben I. Sarolta ciprusi királynőt vette feleségül. Felesége jogán (de iure uxoris) Ciprus királya, Örményország címzetes királya lett.
4. Margit (Marguerite, 1439–1484)[3] Első férje 1458-tól IV. Monferratói János (1413–1464), Monferrato őrgrófja, második férje 1466-tól saját unokaöccse, II. Pierre de Luxemburg-St.Pol gróf (1440–1482), St. Pol és Brienne grófja lett.
5. Jánusz (Janus, 1440–1491), Genf grófja, aki 1466-ban Hélène de Luxembourg grófkisasszonyt († 1488) vette feleségül,
6. Sarolta (Charlotte, 1441–1483), 1451-től XI. Lajos francia király (1423–1483) második felesége, 1461-től Franciaország királynéja,
7. Aimon (Aymon, 1442–1443), csecsemőkorban meghalt,
8. Fülöp (1443–1497), Bresse grófja, melléknevén „Földnélküli”. 1496–tól haláláig  II. (Bresse-i) Fülöp néven  Savoya uralkodó hercege,
9. Jakab (Jacques, 1444–1445), csecsemőként meghalt, az Hautecombe apátságban temették el, nevét a források egy része nem említi,
10. Ágnes (Agnès, 1445–1508), aki 1466-ban I. Ferenc orléans-longueville-i hercegnek (1447–1491), Dunois és Longueville grófjának felesége lett,
11. Péter (Pierre, 1446 k. – 1458), Genf püspöke, Tarentaise érseke, tizenkét évesen meghalt,
12. János Lajos (Jean-Louis, 1447–1482), Genf püspöki adminisztrátora, Tarentaise érseke,
13. Mária (Marie, 1448–1475), aki 1466-ban Louis de Luxembourg connétable-nak (1418-1475), Ligny, St. Pol és Brienne grófjának felesége lett,
14. Bona (Bonne, 1449–1503), 1468-tól Galeazzo Maria Sforzának (1444–1476), Milánó hercegének felesége, Sforza Bianka Mária német-római császárné anyja,
15. Jakab (Jacques, 1450–1486), Romont grófja, Vaud ura, aki 1484-ben saját unokahúgát, Marie de Luxembourg–St. Pol grófkisasszonyt  (1462–1546) vette feleségül,
16. Anna (Anne, */† 1452), csecsemőkorban meghalt, a genfi Szent Ferenc-templomban van eltemetve,
17. Ferenc (François, 1454–1490), Genf püspöke, Auch érseke,
18. Johanna (Jeanne, */† 1456 k.), csecsemőkorban meghalt.

### Savoya uralkodó hercege

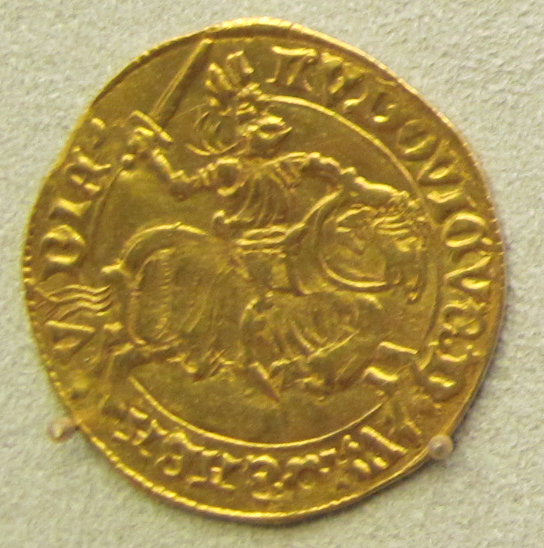
Lajos herceg arany dukátja

Lajos herceg uralkodása során állandóan egyensúlyozni kényszerült agresszív szomszédai, a Francia Királyság és a Milánói Hercegség között. Emellett meg kellett küzdenie felesége ciprusi udvaroncainak szövevényes intrikáival is. Lajos megpróbálta folytatni apjának külpolitikai koncepcióját, de ingatag és következetlen módon tette ezt. Területszerző ambícióit kevés siker kísérte. Franciaország nyomására át kellett engednie Valentinois grófságát. 1441-ben szövetséget kötött a Burgundi Hercegséggel. Döntőbírói szerepet vállalt a Burgundia és Bern kanton közötti hatalmi vitában. A bernieket támogatta Freiburg kanton ellenében, és 1450-ben megszerezte Freiburg egyes területeit.
1447-ben utód nélkül elhunyt Lajos herceg sógora, Filippo Maria Visconti, Milánó hercege, a Visconti-ház utolsó férfi tagja. Örökségének megszerzéséért hatalmi harc kezdődött az Aragóniai, az Orléans-ház és a Habsburg-ház között. Savoyai Lajos is megpróbálta megszerezni Milánót, hivatkozva nővérének, az özvegy Mária milánói hercegnének jogcímére, de kudarcot vallott. 1450-ben, a rövid életű Ambróziai Köztársaság bukása után (I.) Francesco Sforza szerezte meg a Milánó fölötti főhatalmat.
A milánói örökség elvesztése után Lajos szövetségre lépett Velencével Firenze ellen, majd Firenzével szövetkezett Velence ellen.

### A Szent Lepel őrzője
1452. szeptember 13-án Lajos herceg és felesége egy csereüzlet keretében Margherita di Charny-tól, Geoffroi de Charny lovag (1300–1356 ) egyik leszármazottjától megszerezték a torinói leplet. Az értékes ereklyéért cserébe Varambon várkastélyát adták oda (Bresse tartományban, a mai Ain megyében). Lajos herceg felvette a „Szent Lepel őrzője” (Custode della Sacra Sindone) címet, melyet örökösei is viselhettek. A lepel ezután több, mint félezer éven át a Savoyai-ház tulajdonában maradt. 1983-ban, az utolsó olasz király, II. Umbertó (1904–1983) elhunyta után a lepel a római katolikus egyház tulajdonába ment át.
A hagyomány szerint 1453. június 6-án, Úrnapján, a Franciaország és Savoya között folyó háború során, a Susa-völgyből Torinóba érkező fosztogató francia katonákat csudálatos jelenés riasztotta meg, amely „il miracolo eucaristico di Torino” azaz „a torinói eucharisztikus csoda” néven került be az egyházi történetírásba. Az esemény emlékére Lajos herceg utódai 1509-ben kis kápolnát emeltek, majd 1607-ben ennek helyére épült a barokk Corpus Domini-bazilika.

### Utolsó évei
1462-ben negyedik fia, a nyughatatlan természetű Fülöp herceg összeesküvést szervezett apjának kormánya ellen, és sikeresen megbuktatta Jacques de Valpergue-et, a Savoyai Hercegség kancellárját. A családi konfliktus miatt Lajos herceg a vejétől, XI. Lajos francia királytól kért segítséget. 1462. november 11-én felesége, Lusignan Anna Genfben elhunyt. A megözvegyült Lajos herceg 1463-ban Lyonba költözött, és egy évet töltött a francia királyi udvarban leányánál, Sarolta királynénál. 1464. december végén ismét Lyonba utazott, itt hunyt el egy hónappal később, 1465. január 29-én.
Az elhunyt Lajos herceget Genfben, a régi Szent Ferenc-templom Betlehemi Szűz Mária-kápolnájában temették el, ugyanitt nyugvó felesége mellé. Szívurnáját a cölesztinus rend lyoni kolostorának régi templomában helyezték el.
Trónját legidősebb fia, IX. Amadé (1435–1472) örökölte, akit két évszázaddal halála után, 1677-ben boldoggá avattak (Szalézi Szent Ferenc 1612-ben beadott indítványa alapján).

## Lásd még
- Savoyai-ház
- Savoya uralkodóinak listája
- Savoyai Hercegség

| Előző uralkodó: VIII. Amadé savoyai herceg | Savoya uralkodó hercege 1440 – 1465 Savoyai-ház | Következő uralkodó: IX. Amadé savoyai herceg |